# Menhir de Kervignen-Bras
Le menhir de Kervignen-Bras est un menhir situé sur la commune de Plouguin, dans le département du Finistère en France.

## Historique
Il est classé au titre des monuments historiques par arrêté du 5 septembre 1979.

## Description
Le menhir est un bloc de granite de l'Aber-Ildut. Il mesure 4,60 m de hauteur pour une largeur à la base de 2 m et une épaisseur de 1,70 m. La face nord-est est légèrement convexe et la face opposée nettement bombée. Un second bloc de granite, en partie enterré, est visible au pied (3,20 m de long,1,90 m de large, 1,10 m d'épaisseur), il figurait déjà sur un relevé d'E. Morel daté de 1924. Tous les autres blocs résultent d'un épierrage du champ. 

## Annexe